# Tutankhamen cristatipes
Tutankhamen cristatipes är en kräftdjursart som först beskrevs av Alphonse Milne-Edwards 1880.  Tutankhamen cristatipes ingår i släktet Tutankhamen och familjen Parthenopidae. Inga underarter finns listade i Catalogue of Life.